# Kirche Hl. Erzengel Michael (Brodac Gornji)
Die Kirche Hl. Erzengel Michael  (serbisch: Црква Светог Архангела Михаила, Crkva Svetog Arhangela Mihaila) im Dorf Brodac Gornji der Opština Bijeljina ist eine serbisch-orthodoxe Kirche im nordöstlichen Bosnien und Herzegowina.
Das von 1882 bis 1884 erbaute Gotteshaus ist dem Hl. Erzengel Michael geweiht. Es ist die Pfarrkirche der Pfarrei Brodac im Dekanat Bijeljina der Eparchie Zvornik-Tuzla der Serbisch-Orthodoxen Kirche.

## Lage
Die Kirche des Hl. Erzengel Michael steht im Dorfzentrum von Brodac Gornji, das um die 810 Einwohner zählt. Brodac Gornji liegt in der flachen Ebene der Semberija nordöstlich der Gemeindehauptstadt Bijeljina, nicht weit von der Grenze Bosniens und Herzegowinas zum östlichen Nachbarland Serbien und den zwei Flüssen Save und Drina entfernt. Die Gemeinde Bijeljina liegt in der Republika Srpska.
Umgeben wird die Kirche vom eingezäunten Kirchhof, in dem sich das alte Pfarrhaus aus der Zeit vor dem Zweiten Weltkrieg befindet. Dieses Pfarrhaus wurde 1976 renoviert und ist der Wohnsitz des Priesters der Pfarre Brodac. Das neue Pfarrhaus, der Svetosavski parohijski dom, wurde von 1991 bis 1995 erbaut und 1995 vom damaligen Bischof der Eparchie Zvornik-Tuzla Vasilije eingeweiht.
Es gab noch ein drittes Pfarrhaus im Kirchhof aus der Zeit des Kirchenbaus, das im Zweiten Weltkrieg zerstört wurde. 2004 wurde neben der Kirche eine Kapelle gebaut.
Im Kirchhof steht zudem ein Denkmal beim Grabmal des Priesters Risto Tešanović, der den Bau der Kirche organisierte. Auch gibt es ein Denkmal im Kirchhof, an dem Knez Ivo von der Semberija die Gefangenen vom Kapetan Kulin abgekauft hat.
Im Kirchhof befindet sich ein Gedenkbrunnen, der jenen gewidmet ist, die für die Orthodoxie starben, den Vorsitzenden und Mitgliedern des Kirchenrates und allen Verstorbenen, die an der Stelle der heutigen Kirche beerdigt waren. Die Kirche wurde auf dem Gelände eines alten serbisch-orthodoxen Friedhofs erbaut, der für den Kirchenbau verlegt worden war.
Unweit der Kirche befindet sich die Dorfgrundschule Petar Kočić und ein Fußballplatz. Brodac verfügt auch über einen serbisch-orthodoxen Friedhof. Die ältesten lesbaren Grabmäler stammen aus dem 19. Jahrhundert, wobei es auch ältere Gräber gibt. Früher gehörten die Dorffriedhöfe der beiden Nachbardörfer Balatun und Velino Selo ebenfalls zur Pfarrei von Brodac.
Die Slava des Dorfes ist der Feiertag der Hl. Aposteln Peter und Paul, der am 12. Juli gefeiert wird.

## Geschichte und Architektur
Durch das Kirchenarchiv und den Historiker Dimitrije Ruvarac ist bekannt, dass schon im Jahre 1723 eine große Holzkirche in Brodac existierte. Diese Holzkirche befand sich circa 1,5 km südwestlich der heutigen Kirche und wurde 1788 von den Türken niedergebrannt. Eine zweite Holzkirche wurde 1790 erbaut. Diese Holzkirche stand an der Stelle, wo sich heute, der westliche Teil des Kirchenhofs befindet.
Bei dieser Holzkirche hatte 1806 Knez Ivo Knežević (bekannt als Ivo od Semberije) dem Kulin Kapetan seine Gefangenen abgekauft. Dieses Ereignis hatte der berühmte serbische Poet und Gusla-Spieler Filip Višnjić in einem seiner Lieder besungen. Auch die zweite Holzkirche wurde von den Türken im Jahre 1876 nach einem gescheiterten Aufstand in der Region niedergebrannt.
Mit dem Kirchenbau der heutigen Kirche wurde 1882 begonnen. Aus dem Kirchenarchiv ist zu entnehmen, dass die Kirche von Baumeistern aus dem Norden Italiens erbaut wurde.
Das einschiffige Kirchengebäude ist im Stil des Barock und Klassizismus mit den Dimensionen 27 × 17 m aus Backstein erbaut worden. Die Dächer der Kirche und Kirchtürme wurden mit Kupferblech abgedeckt. Die Kirche besitzt eine Altar-Apsis im Osten, Seitenkonchen und zwei identische Kirchtürme mit vier Kirchglocken im Westen. Der Grundriss der Kirche ist ein langgestrecktes Griechisches Kreuz. Die Kirche besitzt Eingänge an der West-, Süd- und Nordseite.
1884 wurde die Kirche fertiggestellt und am 12. Juli, dem Hl.-Peter-und-Paul-Tag, des gleichen Jahres vom Metropoliten der damaligen Metropolie Zvornik (heutige Eparchie Zvornik-Tuzla), Dionisije II., feierlich eingeweiht.
Im Ersten Weltkrieg wurde die Kirche schwer beschädigt und die vier Kirchenglocken von der Österreichisch-ungarischen Armee im Jahre 1917 entfernt und zu Kanonenkugeln geschmolzen. Nach dem Krieg, im Jahre 1927, wurden die neuen Kirchenglocken gegossen, und zwar in der gleichen Gießerei im ungarischen Sopron, wo die alten einst gekauft worden waren.
Nach Schäden im Zweiten Weltkrieg wurde die Kirchenfassade 1958 renoviert und vom damaligen Bischof der Eparchie, Longin, am 12. Juli gleichen Jahres, neu eingeweiht. Auch am 12. Juli 1975 wurde die Kirche von Bischof Longin neu eingeweiht, diesmal war die Ikonostase erneuert worden. Anlässlich der Hundertjahrfeier der Kirche wurde 1984 das Kircheninnere allgemein renoviert und das Dach mit Kupferblech abgedeckt.
Die letzte Einweihung der Kirche fand am 10. Juli 2004 statt, als die neu renovierte Kirchenfassade vom damaligen Bischof Vasilije eingeweiht wurde. Das große Tor am Eingang des Kirchhofes wurde 2014 mit dem Segen des damaligen Bischofs der Eparchie, Hrizostom, erbaut. Das Tor ist eine Stiftung von Dragan Anđelić.
Die Kirche Hl. Erzengel Michael ist nicht mit byzantinischen Fresken bemalt, besitzt jedoch Fresken, die in der Manier des Barock gehalten sind, vor allem Ornamente und Sterne auf der Kirchendecke. Die hölzerne Ikonostase wurde 1884 nach dem Entwurf des aus der kroatischen Hauptstadt Zagreb stammenden Architekten Nikola Kolar geschnitzt. Die Tischlerarbeiten an der Ikonostase wurden in der Werkstatt von Mijo Petrić, ebenfalls aus Zagreb, ausgeführt.
Die schmiedeeisernen Metalltüren der Ikonostase wurden von der Schlosserwerkstatt „Raboš“ aus Zagreb hergestellt. Die Ikonen auf der Ikonostase malte Ferdo Kikerec, ebenfalls aus Zagreb. Kikerec war der Hofmaler des montenegrinischen Königs Nikola Petrović.
An der Kirche gibt es drei Gedenktafeln. Die erste befindet sich beim Westeingang der Kirche und ist dem Ktitoren und damaligen Vorsitzenden des Bezirks Bijeljina, Franjo Plentaj, gewidmet. Die zweite ist auch beim Westeingang zu finden, sie ist dem 100-jährigen Jubiläum der Kirche gewidmet, während die dritte Gedenktafel mit den Namen der Kirchstifter sich auf der Südseite der Kirche befindet.

## Pfarrei von Brodac
Zu der Pfarrei Brodac gehören die zwei Dörfer Brodac Gornji und Brodac Donji sowie der Weiler Meterizi des Dorfes Balatun.
Die ältesten Kirch- bzw. Pfarreibücher stammen aus dem Jahre 1884. Sie wurden im Jahre 1947 von den kommunistischen Behörden Jugoslawiens entwendet und erst 2003 zurückgegeben. Heute befinden sich die Bücher im Pfarrbüro. Alte Liturgiebücher vom Ende des 19. Jahrhunderts und Anfang des 20. Jahrhunderts sind im Besitz der Pfarrei und befinden sich im Kirchengebäude. In einigen sind die Namen der Stifter vermerkt.
Die Nachbardörfer Balatun und Velino Selo waren bis 2014 ebenfalls in der Pfarrei Brodac eingepfarrt. Die zwei Dörfer bekamen 2014 ihre eigene Pfarrei, Balatun-Velino Selo, mit der Pfarreikirche Hl. Drei Hierarchen.

### Priester der Pfarrei
Im Kirchenarchiv sind die Namen derjenigen Priester vermerkt, die noch in den alten Holzkirchen gedient hatten: Priester Marko Nikolić aus Mohača Polje, Priester Grigorije aus Adaševci, Priester Stevo Tomić, Priester Vasilije Popović, Priester Đoko Petković aus Balatun und Priester Aksentije Popović.
In der jetzigen Kirche diente Priester Radovan Jovanović, der 1911 starb. Er war ein Organisator des Aufstandes 1876, floh nach Serbien und kehrte gemeinsam mit Priester Tešanović nach der Österreichisch-ungarischen Okkupation Bosniens wieder ins Dorf zurück. Nach ihm folgte Risto Tešanović. Er diente bis zum Jahre 1897 und starb 1900. Er wurde östlich des Altars im Kirchhof beerdigt. Die Priester Radovan Jovanović und Risto Tešanović sind die treibenden Kräfte und die Organisatoren zum Bau der Kirche gewesen.
Đoko Cvjetković folgte ihm ab 1897. Ihm folgte als Pfarrpriester Mihailo Jovanović, der Sohn des Priesters Radovan Jovanović. Er starb, wie fast alle serbisch-orthodoxen Priester des Dekanats Bijeljina, im Jahre 1941 unter der kroatisch-faschistischen Ustaša-Verfolgung.
Während des Zweiten Weltkrieges diente in der Pfarrei der Priester der Zweiten Pfarrei von Međaši, Stevan Popović. Von 1945 bis 1954 diente Marinko Radulović, von 1954 bis 1958 Borivoje Koronsovac, von 1958 bis 1959 Abt (Iguman) Teofan (Dragutinović) und von 1959 bis 1962 Petar Madžarević. Von April bis September 1962 übernahm der Mönch Arsenije (Miljković) die Pfarrei.
Von 1962 bis 1964 übernahm der bereits pensionierte Priester Milosav Marinković aus Loznica die Pfarrei. Von 1964 bis 1966 diente Petar Petrović, von 1966 bis 1968 Milenko Serdarević, von 1968 bis 1969 Rade Grujić, von 1969 bis 1971 Ratomir Kucurić und von 1971 bis 1994 Bojo Stević. Cviko Đukić war von 1992 bis 1996 Priester der Zweiten Pfarrei Brodac. Von 1994 bis 1997 war Ratko Vračević Priester der Pfarrei Brodac I gewesen. Seit 1997 war Risto Mirković Priester der Pfarrei Brodac. Derzeitiger amtierender Priester der Kirche ist Srbislav Topalović.